# Biserica Sfântul Gheorghe din Caransebeș
Biserica Sfântul Gheorghe din Caransebeș este un monument istoric aflat pe teritoriul municipiului Caransebeș. În Repertoriul Arheologic Național, monumentul apare cu codul 51029.28.
Biserica catedrală din Caransebeș a fost precedată de un alt edificiu mirean, ridicat între anii 1444-1449, prima sa atestare documentară este însă 1581. Construcția actuală a fost ridicată în 1725, în locul celei medievale. Este o biserică sală cu absidă poligonală, navă boltită și turn clopotniță deasupra pronaosului. Biserica „Sf. Gheorghe” (Piața Sf. Gheorghe nr. 2, fosta Piață 700 Caransebeș). Tradiția sustine ca pe actualul amplasament al Bisericii, cunoscută drept "Catedrala Caransebeșului", a existat o mănăstire construită din lemn și amintită documentar la 1444, pe lângă care s-a dezvoltat prima școala de diaconi din zona Banatului montan și s-a închegat prima bibliotecă a orașului. În sprijinul existenței acestei mănăstiri vin și documentele medievale și mai târzii, care pomenesc de „apa călugărilor” (aqua monachorum) ca fiind în imediata ei apropiere. Edificiul din piatră și cărămidă este menționat ca biserică în documentele de la 1739 și 1744, iar în 1752, din nou ca mănăstire. Construcția, de factură barocă, a fost reparată în 1759, în primele decenii ale secolului al XIX-lea, s-a dispus lărgirea ei, astfel încât stâlpii de susținere a turnului să se găsească în interiorul navei. Cu acest prilej, biserica este zugrăvită, pardosită cu lespezi de piatră și sunt fixate stranele pentru cântareți. În 1862, sculptorul Esterlehner si pictorul Gutsch (Viena) realizeaza iconostasul. Cele patru clopote ale bisericii sunt turnate în perioada 1817-1881. În primele decenii ale secolului al XX-lea, biserica este repictată de Dimitrie Turcu și, ulterior, de Ioachim Miloia. În 1987 se mai realizează o repictare parțială a interiorului. Cu ocazia lucrărilor de reparații și redistribuire a sistemului de colectare a apelor pluviale și a îngrădirii, din primavara anului 2007, în curtea bisericii au fost descoperite oseminte umane, datând, probabil, din perioada în care funcționa aici mănăstirea. Biserica este monument istoric, înscris în Lista Monumentelor Istorice, cod CS-II-m-B-11060.